# 屯門遊樂場
屯門遊樂場俗稱「新墟球場」，原位於新發邨旁邊（即屯門新墟旁邊），建於青山灣的填土地上，後因興建九廣西鐵而要拆卸，現同樣成為瓏門及 V City 一部份。屯門遊樂場昔日為區內主要休憩公園之一，亦是每年屯門年宵市場舉辦地點；年宵市場現改為於屯門舊墟旁空地（天后廟廣場）舉行。